# Otto Pniower
Otto Siegfried Pniower (* 23. Mai 1859 in Gleiwitz, Schlesien; † 17. März 1932 in Berlin) war ein deutscher Literaturwissenschaftler. Von 1918 bis 1924 leitete er das Märkische Museum in Berlin.

## Leben

### Herkunft und Studium
Otto Pniower war der Sohn eines jüdischen Kaufmanns. Er besuchte bis zum frühen Tod seiner Eltern das Gymnasium in Gleiwitz und kam um 1870 in die Obhut des Baruch-Auerbachschen Waisenhauses nach Berlin. Während der Schulzeit am Friedrichsgymnasium wurden die späteren Literaturforscher Richard Moritz Meyer (1860–1914) und Max Morris (1859–1918) seine lebenslangen Freunde. Im Jahr 1878 begann Pniower ein Studium der Geschichte, der vergleichenden Sprachforschung und der Philologie an der Berliner Universität, das er 1883 mit der Promotion zu einem mediävistischen Thema abschloss. Seine Lehrer waren Karl Müllenhoff und Wilhelm Scherer. Scherer hatte bei der Fortsetzung von Müllenhoffs Deutscher Altertumskunde Pniower, der eine Hochschulkarriere anstrebte, zur Mitarbeit herangezogen. Aus einem Konkurrenzverhältnis zu Gustaf Kossinna entstand dabei ein öffentlicher Streit, der Pniower um 1890 zum Rückzug aus der Älteren Germanistik veranlasste.

### Im literarischen Berlin
Pniower wandte sich fortan der neueren deutschen Literaturgeschichte, besonders der Goetheforschung, zu. In den folgenden Jahren entstanden Studien zu Goethe, Keller, Kleist, Grillparzer und E. T. A. Hoffmann. Als Forscher und Literaturkritiker und gehörte Pniower, der Mitglied der Goethe-Gesellschaft, der „Zwanglosen Gesellschaft“, der Gesellschaft für Deutsche Literatur und des Vereins Freie Bühne war, seit den 1890er Jahren zu den Modernisierern des Berliner Literatur- und Theaterschaffens. Aus Existenzgründen und weil er seinem Ziel, eine Hochschullaufbahn anzutreten, nicht näher gekommen war, hatte Pniower sich 1893 um die Stelle des Wissenschaftlichen Hilfsassistenten am „Märkischen Provinzial-Museum“ beworben und wurde angenommen.

### Im Märkischen Museum
Das Museum war 1874 von Stadtrat Ernst Friedel als Heimatmuseum gegründet worden. Seine enthusiastisch, aber ohne eine wissenschaftlich begründete Systematik zusammengetragene Sammlung galt neben der Geschichte Berlins auch der Ur- und Frühgeschichte und der Naturkunde der gesamten Provinz Brandenburg. Sie enthielt daher neben Antiquitäten auch Tierpräparate und Fossilien. Das Museum verfügte über kein eigenes Haus, sondern befand sich erst in den Amtsräumen Friedels, dann in wechselnden provisorischen Quartieren. Die Leitung lag bei zwei Magistratsmitgliedern und drei Stadtverordneten, darunter Friedel als „primus inter pares“, um die sich Vertreter mehrerer historischer Vereine gruppierten. Das einundzwanzigköpfige Direktorium tagte mehrmals im Jahr, um den Kustoden, dem zwei Assistenten zur Seite standen, anzuleiten. Das Verfahren erschwerte rasche Entscheidungen wie auch die konsequente Anerkennung wissenschaftlicher Grundsätze im Sammlungs- und Museumsgeschehen.
Dem seit 1874 amtierenden Kustos Rudolf Buchholz wurde Pniower als Verantwortlicher für die graphische Sammlung zugeteilt. Der vormalige Verwaltungsbeamte Buchholz hatte ohne akademische Ausbildung oder museologische Erfahrung durch langjährige Praxis einen anerkannten Platz im Museumswesen und der Heimatforschung Berlins gefunden. Pniower stieg im Jahre 1900 zu seinem Assistenten auf und wurde 1911 sein Nachfolger in der Leitung der kulturgeschichtlichen Sammlung.
Nach wie vor als Literaturwissenschaftler publizistisch tätig, hatte Pniower ein besonderes Interesse an Fontane entwickelt, dessen „reichste Welterfahrung“ und „wahrhaft weise Weltanschauung“ er bewunderte. Mit den Söhnen Fontanes befreundet, gelang es Pniower 1902, dessen Nachlass für das Museum zu erwerben, woraufhin dort ein Fontane-Archiv entstand. Dafür und als Anerkennung für seine Herausgebertätigkeit in der Nachlasskommission Fontane ernannte ihn die Stadt Berlin im selben Jahr zum Professor. Im Verlag von Fontanes Sohn Friedrich gab Pniower mit Paul Schlenther in den Jahren 1905–1910 die gesammelten Werke und Briefe Fontanes in 21 Bänden heraus.
Pniower verstand die Aufgabe als Kustos zum Besten des Museums mit seinen Neigungen als Literaturforscher zu verbinden. Die Berliner Kulturgeschichte vermittelte Pniower auch als Vortragsredner der Brandenburgia, der wissenschaftlichen Gesellschaft für Heimatkunde der Provinz Brandenburg und als Mitglied des Vereins für die Geschichte Berlins. Seine zeitweiligen Mitarbeiter Max Osborn und Rudolf Pechel unterstützten Pniowers Öffentlichkeitsarbeit auch nach ihrem Wechsel zum Journalismus.
Das Museum hatte nach sechzehn Jahren des Zauderns und Bauens erst 1908 ein eigenes Haus erhalten. Während der Errichtung des Neubaus entstand ein Verein zur Unterstützung des Museums, dem Berliner Honoratioren wie Max Liebermann, Paul Nathan, James Simon, Ludwig Delbrück, Karl Mommsen, Paul Singer und Max Steinthal angehörten. Durch Werbung, Geldzuwendungen und Stiftungen förderte er die deutlich zunehmende Qualität der Sammlungen und die Vermehrung des Personals.
Allerdings gestattete im Neubau das stilepochenbezogene Raumkonzept seines Architekten, des Stadtbaurats Ludwig Hoffmann, keine laufende Modernisierung und Erweiterung des Ausstellungsprogramms. Während die kulturgeschichtliche Abteilung Pniowers dadurch beengt wurde, nahm die Bedeutung der vor- und frühgeschichtlichen Abteilung unter dem umtriebigen Leiter Albert Kiekebusch wegen seiner auf Schulen, Vereine und Volkshochschulen gerichteten Bildungsangebote stark zu. Friedel hatte auch nach dem Ausscheiden aus seinen Ämtern im Jahre 1909 im Direktorium seine bestimmende Position behalten.

### Der Museumsdirektor
Erst nach Friedels Tod ernannte die Stadt Berlin 1918 mit Otto Pniower erstmals einen Direktor des Märkischen Museums. Der heimatgeschichtlich hoch interessierte Bürgermeister Georg Reicke (1863–1923) trat jedoch im Direktorium Friedels Nachfolge als „spiritus rector“ an und Hoffmann, ebenfalls im Direktorium, bestand auch gegenüber Pniower erfolgreich darauf, die im Wesentlichen von ihm entwickelte, ausschließlich tagesbelichtete Präsentation beizubehalten.
In Pniowers Amtszeit fielen das Ende des Ersten Weltkriegs und die Novemberrevolution. Der folgende gesellschaftliche Umbruch sowie ein abnehmendes Engagement seiner Unterstützer infolge von Alter und Tod bis zum faktischen Erliegen des Vereinslebens führten zur Verringerung des öffentlichen Interesses am Märkischen Museum. Die Inflation vernichtete 1923 das für Ankäufe bestimmte Vermögen des Museumsvereins.
Zwar war das Museum jedem Schulkind bekannt, hatte aber nach dem Eindruck von Zeitgenossen unter der Leitung Pniowers einen „etwas familiären Charakter“ angenommen und galt manchen als „Rumpelkammer“. Das Überalterungsgesetz, mit dem die Weimarer Republik ab 1923 alle über 65-jährigen Beamten zwangspensionierte, führte 1924 zum Abschied Pniowers vom Amt. Zu seinem Nachfolger berief die Stadt Berlin den Museologen Walter Stengel.
Otto Pniower, der vom jüdischen zum christlichen Glauben übergetreten war, hatte im Jahre 1919 die Malerin Charlotte Kuhlemann-Haesner (1890–1956) geheiratet. Die Ehe blieb kinderlos.

## Werk und Bedeutung
In zwei Nachrufen in der Vossischen Zeitung vom 18. März 1932 würdigte Monty Jacobs den am Vortag verstorbenen Pniower als Literaturforscher und Max Osborn nannte den Museumsdirektor einen „unvergleichlicher Kenner aller berlinischen Dinge und … musterhaften Verwalter der ihm anvertrauten Schätze“. Pniower selbst hatte sich nach eigener Einschätzung nie als „zünftigen Museumsmenschen“ gesehen. Eine Überlieferung zu Umfang und Richtung der Sammlertätigkeit Pniowers befindet sich im Märkischen Museum nicht und auch ein geschlossener persönlicher Nachlass existiert nicht. Die Erinnerung an ihn als Museumsdirektor verblasste schnell, wohl auch unter dem Eindruck der Erneuerung des Museums durch seinen Nachfolger Stengel.
Pniower war auch als Mitarbeiter und Direktor des Museums der Goetheforschung treu geblieben, wie seine Beiträge in dem 1916–1918 von Julius Zeitler herausgegebenen Goethe-Handbuch zeigen. Seit 1924 im Ruhestand, beschäftigte sich Pniower mit dem Vorhaben, dem Goethe-Handbuch ein Goethe-Wörterbuch folgen zu lassen. Das Werk konnte erst 1946 als Gemeinschaftsarbeit der Akademien Berlins, Göttingens und Heidelbergs begonnen werden, geht aber zum Teil auf Materialien Pniowers zurück.

## Ehrungen
Die Preußische Akademie der Wissenschaften verlieh Pniower 1922 die Silberne Leibniz-Medaille und die Stadt Berlin berief ihn nach seinem Ausscheiden aus dem Museum in das Ehrenamt des Provinzialkonservators und Leitenden Denkmalpflegers. Pniower erhielt ein Ehrengrab auf dem Waldfriedhof Dahlem. Der Status als Ehrengrab der Stadt Berlin bestand bis zum Jahr 2011.

## Schriften
- Goethes Faust. Zeugnisse und Excurse zu seiner Entstehungsgeschichte, Weidmannsche Buchhandlung, Berlin, 1899
- Bilder aus dem Alten Berlin, Verlag J. Spiro, Berlin 1908
- Das Märkische Museum in: Westermanns Monatshefte. 53. Jahrgang, 105. Band, 2. Teil, Januar bis März 1909, Georg Westermann, Braunschweig 1909, S. 835–837
- Dichtungen und Dichter. Essays und Studien, 1912, S.Fischer Verlag Berlin
- Goethe in Berlin und Potsdam, Verein für die Geschichte Berlins, Berlin 1925

Als Herausgeber:
- Theodor Fontane: Gesammelte Werke. Erste und Zweite Serie. (21 Bände), (mit Paul Schlenther), F. Fontane & Co., Berlin o. J. (1905–1906 und 1906–1910)
- Theodor Fontane. Briefe (mit Paul Schlenther), S. Fischer, Berlin 1910
- Briefe aus dem Felde 1914/1915: für das deutsche Volk im Auftrage der Zentralstelle zur Sammlung von Feldpostbriefen im Märkischen Museum zu Berlin, Stalling, Oldenburg 1916.
- Richard M. Meyer. Die Deutsche Literatur bis zum Beginn des Neunzehnten Jahrhunderts, Georg Bondi, Berlin 1916
- Alt-Berliner Humor um 1830. Bildlich dargestellt, G. Kiepenheuer, Potsdam 1919
- Theodor Fontane. Briefe an seine Freunde (mit Paul Schlenther), S. Fischer, Berlin 1925

Als Mitherausgeber O. P. von:
- Max Roediger: Karl Müllenhoff: Die Germania des Tacitus (=Deutsche Altertumskunde, Bd. 4), Weidmannsche Buchhandlung, Berlin 1900
- Wilhelm Scherer und Max Roediger: Karl Müllenhoff: Deutsche Altertumskunde, Bd. 5, Weidmannsche Buchhandlung, Berlin 1891
- Max Roediger: Karl Müllenhoff: Deutsche Altertumskunde, Bd. 3, Weidmannsche Buchhandlung, Berlin 1891